# 西爾斯控股

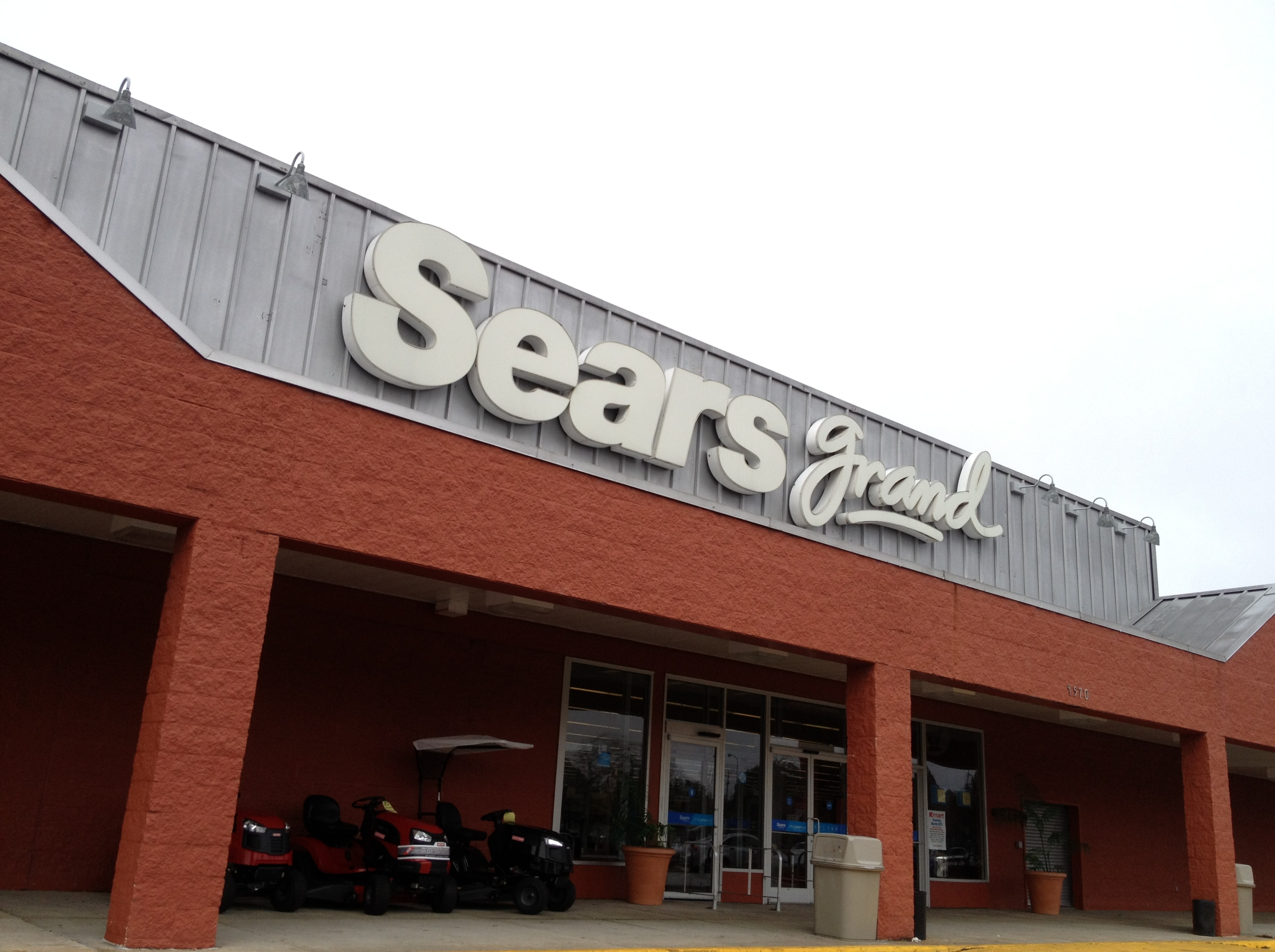
一家西尔斯超市

西爾斯控股（英文：Sears Holdings）是一家美國跨國公司，原為西爾斯百貨的母公司。它在2018年破產，2019年將資產賣給ESL投資（ESL Investments），ESL投資成立了新的子公司Transform Holdco LLC來管理西爾斯百貨。

## 历史
2005年由凱馬特并购西爾斯百貨而成。以年營收而言該公司曾是美國第十大零售商。
2017年月15日，西爾斯控股以9億美元出售Craftsman給史丹利百得。
由於不敵電子商務競爭，西爾斯控股的債務逐漸龐大，2018年10月15日，該公司向美國法院申請破產保護。根據聲請破產文件顯示，西爾斯控股的資產價值約有69億美元，負債達113億美元。

## 外部連結
- searsholdings.com（页面存档备份，存于）－公司官方網站
- sears.com（页面存档备份，存于）－西爾斯官方網站
- kmart.com（页面存档备份，存于）－Kmart官方網站
- searshomeservices.com （页面存档备份，存于）－Sears Home Services官方網站